# Walter Rütt
Walter Rütt (ur. 12 września 1883 w Würselen, zm. 23 czerwca 1964 w Berlinie) – niemiecki kolarz torowy, czterokrotny medalista mistrzostw świata.

## Kariera
Pierwszy sukces w karierze Walter Rütt osiągnął w 1907 roku, kiedy zdobył brązowy medal w sprincie indywidualnym zawodowców podczas mistrzostw świata w Paryżu. W zawodach tych wyprzedzili go jedynie Francuz Emile Friol oraz kolejny Niemiec - Henri Mayer. Wynik ten powtórzył dwukrotnie, podczas MŚ w Kopenhadze (1909) i MŚ w Brukseli (1910). Na mistrzostwach świata w Lipsku w 1913 roku Rütt zdobył ostatni medal - złoty w swej koronnej konkurencji. Wielokrotnie stawał na podium zawodów sprinterskich w Europie oraz na podium zawodów cyklu Six Days. Rütt zdobył także łącznie sześć medali mistrzostw kraju, w tym cztery złote w sprincie (1910, 1919, 1920 i 1923). Nigdy nie wystąpił na igrzyskach olimpijskich.